# Paepalanthus baraunensis
Paepalanthus baraunensis är en gräsväxtart som beskrevs av Silveira. Paepalanthus baraunensis ingår i släktet Paepalanthus och familjen Eriocaulaceae. Inga underarter finns listade i Catalogue of Life.